# Тальоло Монферато
Тальо̀ло Монфера̀то (на италиански: Tagliolo Monferrato; на пиемонтски: Taieu, Тайеу) е село и община в Северна Италия, провинция Алесандрия, регион Пиемонт. Разположено е на 315 m надморска височина. Населението на общината е 1571 души (към 2010 г.).